# Lužní les v Lyngu
Lužní les v Lyngu je nestátní přírodní rezervace na území obce Dětmarovice v okrese Karviná v Moravskoslezském kraji. Rozkládá se u Elektrárny Dětmarovice, na levém břehu řeky Olše (Olza) a na pravém břehu potoka Mlýnka (přítok Olše), na úseku česko-polské státní hranice v nížině Ostravská pánev a v Horním Slezsku.

## Další informace
Lužní les v Lyngu je typický lužní les s přirozenou druhovou skladbou dřevin - nejčastěji topol (Populus), vrba (Salix) a dub (Quercus) a v keřovém patře střemcha jsou domovem řady vzácných živočichů. Žije zde více než 40 druhů brouků z Červeného seznamu IUCN, minimálně dvou druhů „velkých“ střevlíků (rod Carabus). Byli zde spatřeni kuňka žlutobřichá (Bombina variegata), morčák velkého (Mergus merganser), orel mořský (Haliaeetus albicilla), datel černý (Dryocopus martius), sluka lesní (Scolopax rusticol) aj. Roste zde hájová květena - plicník tmavý (Pulmonaria obscura), kostival hlíznatý (Symphytum tuberosum), kakost hnědočervený (Geranium phaeum), hluchavka skvrnitá (Lamium maculatum), podbílek šupinatý (Lathraea squamaria), česnek medvědí (Allium ursinum) či vzácnější druhy jako krtičník hlíznatý (Scrophularia nodosa), měsíčnice vytrvalá (Lunaria rediviva), sněženka podsněžník (Galanthus nivalis) aj. Pozemky jsou součástí ptačí oblasti Heřmanský stav – Odra – Poolzí a evropsky významné lokality Niva Olše – Vernéřovice. Od roku 2008 do roku 2021 se plocha přírodní rezervace zvětšila z původních 1,5 ha na 12,3 ha. Rezervace je celoročně volně přístupná a vznikla v rámci kampaně Místo pro přírodu Českého svazu ochránců přírody. Kolem rezervace vedou cyklostezky 10 a 6257.

## Galerie

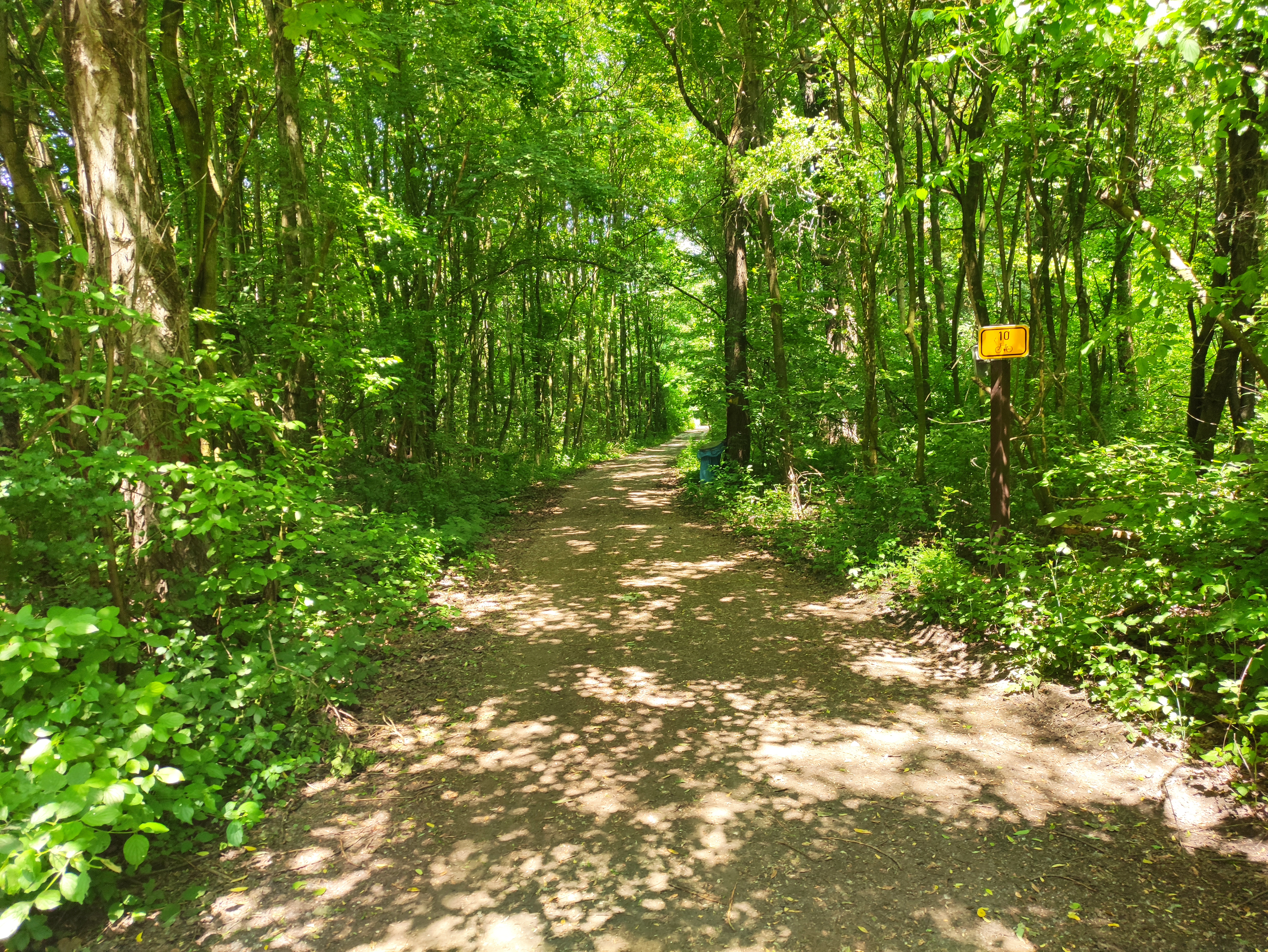
Cyklostezka 10 a 6257